# Pentaphragma winitii
Pentaphragma winitii är en tvåhjärtbladig växtart som beskrevs av Craib apud Kerr. Pentaphragma winitii ingår i släktet Pentaphragma och familjen Pentaphragmataceae. Inga underarter finns listade i Catalogue of Life.